# Молодіжний чемпіонат світу з футболу 2025
Чемпіонат світу з футболу серед молодіжних команд 2025 — 24-й розіграш молодіжного чемпіонату світу з футболу, що відбудеться в Чилі з 27 вересня по 19 жовтня 2025 року. Участь у змаганні беруть 24 молодіжні збірні.

## Вибір господаря
17 грудня 2023 року засідання Ради ФІФА оголосив господарем турніру Чилі. Вважають, що таке рішення ухвалене, як компенсація за втрату Чилі права на проведення чемпіонату світу з футболу 2030 року на користь Марокко, Португалії та Іспанії, оскільки Чилі була єдиною країною у заявці чотирьох країн (Уругвай, Аргентина та Парагвай), яка не була включена до остаточного результату матчів-відкриття.
Чилі вдруге прийматиме турнір, після 1987 року. Лише Австралія (1981, 1993) та Аргентина  (2001, 2023) до цього приймали молодіжний чемпіонат по два рази.

## Учасники
Всього до фінального турніру вийшли 24 команди. Команди кваліфікувалися з шести континентальних змагань.
| 4 КАФ (Африка)                                                 | Єгипет         | Марокко       | Нігерія           | ПАР            |          |
| 4 АФК (Азія)                                                   | Австралія      | Японія        | Саудівська Аравія | Південна Корея |          |
| 5 УЄФА (Європа)                                                | Франція        | Італія        | Норвегія          | Іспанія        | Україна  |
| 4 КОНКАКАФ (Центральна, Північна Америка та Карибський басейн) | Куба           | Мексика       | Панама            | США            |          |
| 2 ОФК (Океанія)                                                | Нова Каледонія | Нова Зеландія |                   |                |          |
| 5 КОНМЕБОЛ (Південна Америка)                                  | Чилі           | Аргентина     | Бразилія          | Колумбія       | Парагвай |

## Арени
26 травня 2025 року оголосили про чотири міста в яких відбудуться матчі: Сантьяго, Ранкагуа, Вальпараїсо та Талька.
| Національний стадіон Місткість: 50 000  | Фіскаль де Талька Місткість: 16 070 |
|                                         |                                     |
| Вальпараїсо                             | Ранкагуа                            |
| Еліас Фігероа Брандер Місткість: 20 575 | Ель-Теньєнте Місткість: 14 087      |
|                                         |                                     |

## Жеребкування
Жеребкування відбулося в Сантьяго 29 травня 2025 року. Двадцять чотири команди були розбиті на шість груп по чотири команди, причому господарі автоматично потрапили на перше місце в групі А, а решта команд були розсіяні у відповідні місця на основі результатів за останні п'ять молодіжних Чемпіонатів світу ФІФА (останні турніри мають більшу вагу) у такий спосіб:
- Молодіжний чемпіонат світу з футболу 2013: 20 % загальної суми балів;
- Молодіжний чемпіонат світу з футболу 2015: 40 % загальної суми балів;
- Молодіжний чемпіонат світу з футболу 2017: 60 % загальної суми балів;
- Молодіжний чемпіонат світу з футболу 2019: 80 % загальної суми балів;
- Молодіжний чемпіонат світу з футболу 2023: 100 % значення загальної кількості очок.

| Кошик 1                                                                    | Кошик 2                                                             | Кошик 3                                                  | Кошик 4                                                                   |
| -------------------------------------------------------------------------- | ------------------------------------------------------------------- | -------------------------------------------------------- | ------------------------------------------------------------------------- |
| - Чилі (Господар/A1) - Італія - США - Південна Корея - Бразилія - Колумбія | - Нова Зеландія - Франція - Україна - Аргентина - Нігерія - Мексика | - Японія - Іспанія - ПАР - Австралія - Панама - Норвегія | - Саудівська Аравія - Парагвай - Єгипет - Куба - Марокко - Нова Каледонія |

## Склади
До участі у змаганнях допускаються гравці, які народилися з 1 січня 2005 року або після цього дня та до 31 грудня 2009 року.

## Груповий етап
Дві найкращі команди кожної групи та чотири найкращі команди, що посіли треті місця, вийдуть до 1/8 фіналу.
Увесь час вказано за місцевим часом Чилі (UTC−03:00).

### Регламент
Позиції команд у кожній групі були визначені за такими показниками (стаття 17.7 регламенту):
1. очки, отримані у всіх групових матчах;
2. різниця м'ячів у всіх матчах групи;
3. кількість забитих м'ячів у всіх матчах групи;

Якщо дві або більше команд були рівні за трьома вищезазначеними критеріями, їх рейтинги визначалися за:
1. очки, отримані в групових матчах між відповідними командами;
2. різниця м'ячів у групових матчах між відповідними командами;
3. кількість голів, забитих у групових матчах між відповідними командами;
4. балів за чесну гру:   - перша жовта картка: мінус одне очко;
  - непряма червона картка (друга жовта картка): мінус три очки;
  - пряма червона картка: мінус чотири очки;
  - жовта картка і пряма червона картка: мінус п'ять очок;
5. жеребкування Оргкомітетом ФІФА.

### Група А
| Поз | Команда       | І | В | Н | П | ГЗ | ГП | РГ | О | Кваліфікація     |
| --- | ------------- | - | - | - | - | -- | -- | -- | - | ---------------- |
| 1   | Чилі (H)      | 0 | 0 | 0 | 0 | 0  | 0  | 0  | 0 | Плей-оф          |
| 2   | Нова Зеландія | 0 | 0 | 0 | 0 | 0  | 0  | 0  | 0 | Плей-оф          |
| 3   | Японія        | 0 | 0 | 0 | 0 | 0  | 0  | 0  | 0 | Можливий Плей-оф |
| 4   | Єгипет        | 0 | 0 | 0 | 0 | 0  | 0  | 0  | 0 |                  |

| 27 вересня 2025 17:00 |

| Японія | —        | Єгипет |
| ------ | -------- | ------ |
|        | Протокол |        |

| Національний стадіон імені Хуліо Мартінеса Праданоса, Сантьяго |

| 27 вересня 2025 20:00 |

| Чилі | —        | Нова Зеландія |
| ---- | -------- | ------------- |
|      | Протокол |               |

| Національний стадіон імені Хуліо Мартінеса Праданоса, Сантьяго |

| 30 вересня 2025 17:00 |

| Єгипет | —        | Нова Зеландія |
| ------ | -------- | ------------- |
|        | Протокол |               |

| Національний стадіон імені Хуліо Мартінеса Праданоса, Сантьяго |

| 30 вересня 2025 20:00 |

| Чилі | —        | Японія |
| ---- | -------- | ------ |
|      | Протокол |        |

| Національний стадіон імені Хуліо Мартінеса Праданоса, Сантьяго |

| 3 жовтня 2025 20:00 |

| Єгипет | —        | Чилі |
| ------ | -------- | ---- |
|        | Протокол |      |

| Національний стадіон імені Хуліо Мартінеса Праданоса, Сантьяго |

| 3 жовтня 2025 20:00 |

| Нова Зеландія | —        | Японія |
| ------------- | -------- | ------ |
|               | Протокол |        |

| Еліас Фігероа Брандер, Вальпараїсо |

### Група B
| Поз | Команда        | І | В | Н | П | ГЗ | ГП | РГ | О | Кваліфікація     |
| --- | -------------- | - | - | - | - | -- | -- | -- | - | ---------------- |
| 1   | Південна Корея | 0 | 0 | 0 | 0 | 0  | 0  | 0  | 0 | Плей-оф          |
| 2   | Україна        | 0 | 0 | 0 | 0 | 0  | 0  | 0  | 0 | Плей-оф          |
| 3   | Парагвай       | 0 | 0 | 0 | 0 | 0  | 0  | 0  | 0 | Можливий Плей-оф |
| 4   | Панама         | 0 | 0 | 0 | 0 | 0  | 0  | 0  | 0 |                  |

| 27 вересня 2025 17:00 |

| Південна Корея | —        | Україна |
| -------------- | -------- | ------- |
|                | Протокол |         |

| Еліас Фігероа Брандер, Вальпараїсо |

| 27 вересня 2025 20:00 |

| Парагвай | —        | Панама |
| -------- | -------- | ------ |
|          | Протокол |        |

| Еліас Фігероа Брандер, Вальпараїсо |

| 30 вересня 2025 17:00 |

| Панама | —        | Україна |
| ------ | -------- | ------- |
|        | Протокол |         |

| Еліас Фігероа Брандер, Вальпараїсо |

| 30 вересня 2025 20:00 |

| Південна Корея | —        | Парагвай |
| -------------- | -------- | -------- |
|                | Протокол |          |

| Еліас Фігероа Брандер, Вальпараїсо |

| 3 жовтня 2025 17:00 |

| Панама | —        | Південна Корея |
| ------ | -------- | -------------- |
|        | Протокол |                |

| Еліас Фігероа Брандер, Вальпараїсо |

| 3 жовтня 2025 17:00 |

| Україна | —        | Парагвай |
| ------- | -------- | -------- |
|         | Протокол |          |

| Національний стадіон імені Хуліо Мартінеса Праданоса, Сантьяго |

### Група C
| Поз | Команда  | І | В | Н | П | ГЗ | ГП | РГ | О | Кваліфікація     |
| --- | -------- | - | - | - | - | -- | -- | -- | - | ---------------- |
| 1   | Бразилія | 0 | 0 | 0 | 0 | 0  | 0  | 0  | 0 | Плей-оф          |
| 2   | Мексика  | 0 | 0 | 0 | 0 | 0  | 0  | 0  | 0 | Плей-оф          |
| 3   | Марокко  | 0 | 0 | 0 | 0 | 0  | 0  | 0  | 0 | Можливий Плей-оф |
| 4   | Іспанія  | 0 | 0 | 0 | 0 | 0  | 0  | 0  | 0 |                  |

| 28 вересня 2025 17:00 |

| Марокко | —        | Іспанія |
| ------- | -------- | ------- |
|         | Протокол |         |

| Національний стадіон імені Хуліо Мартінеса Праданоса, Сантьяго |

| 28 вересня 2025 20:00 |

| Бразилія | —        | Мексика |
| -------- | -------- | ------- |
|          | Протокол |         |

| Національний стадіон імені Хуліо Мартінеса Праданоса, Сантьяго |

| 1 жовтня 2025 17:00 |

| Іспанія | —        | Мексика |
| ------- | -------- | ------- |
|         | Протокол |         |

| [Національний стадіон імені Хуліо Мартінеса Праданоса]], Сантьяго |

| 1 жовтня 2025 20:00 |

| Бразилія | —        | Марокко |
| -------- | -------- | ------- |
|          | Протокол |         |

| Національний стадіон імені Хуліо Мартінеса Праданоса, Сантьяго |

| 4 жовтня 2025 17:00 |

| Іспанія | —        | Бразилія |
| ------- | -------- | -------- |
|         | Протокол |          |

| Національний стадіон імені Хуліо Мартінеса Праданоса, Сантьяго |

| 4 жовтня 2025 17:00 |

| Мексика | —        | Марокко |
| ------- | -------- | ------- |
|         | Протокол |         |

| Еліас Фігероа Брандер, Вальпараїсо |

### Група D
| Поз | Команда   | І | В | Н | П | ГЗ | ГП | РГ | О | Кваліфікація     |
| --- | --------- | - | - | - | - | -- | -- | -- | - | ---------------- |
| 1   | Італія    | 0 | 0 | 0 | 0 | 0  | 0  | 0  | 0 | Плей-оф          |
| 2   | Австралія | 0 | 0 | 0 | 0 | 0  | 0  | 0  | 0 | Плей-оф          |
| 3   | Куба      | 0 | 0 | 0 | 0 | 0  | 0  | 0  | 0 | Можливий Плей-оф |
| 4   | Аргентина | 0 | 0 | 0 | 0 | 0  | 0  | 0  | 0 |                  |

| 28 вересня 2025 17:00 |

| Італія | —        | Австралія |
| ------ | -------- | --------- |
|        | Протокол |           |

| Еліас Фігероа Брандер, Вальпараїсо |

| 28 вересня 2025 20:00 |

| Куба | —        | Аргентина |
| ---- | -------- | --------- |
|      | Протокол |           |

| Еліас Фігероа Брандер, Вальпараїсо |

| 1 жовтня 2025 17:00 |

| Італія | —        | Куба |
| ------ | -------- | ---- |
|        | Протокол |      |

| Еліас Фігероа Брандер, Вальпараїсо |

| 1 жовтня 2025 20:00 |

| Аргентина | —        | Австралія |
| --------- | -------- | --------- |
|           | Протокол |           |

| Еліас Фігероа Брандер, Вальпараїсо |

| 4 жовтня 2025 20:00 |

| Аргентина | —        | Італія |
| --------- | -------- | ------ |
|           | Протокол |        |

| Еліас Фігероа Брандер, Вальпараїсо |

| 4 жовтня 2025 20:00 |

| Австралія | —        | Куба |
| --------- | -------- | ---- |
|           | Протокол |      |

| Національний стадіон імені Хуліо Мартінеса Праданоса, Сантьяго |

### Група E
| Поз | Команда        | І | В | Н | П | ГЗ | ГП | РГ | О | Кваліфікація     |
| --- | -------------- | - | - | - | - | -- | -- | -- | - | ---------------- |
| 1   | США            | 0 | 0 | 0 | 0 | 0  | 0  | 0  | 0 | Плей-оф          |
| 2   | Нова Каледонія | 0 | 0 | 0 | 0 | 0  | 0  | 0  | 0 | Плей-оф          |
| 3   | Франція        | 0 | 0 | 0 | 0 | 0  | 0  | 0  | 0 | Можливий Плей-оф |
| 4   | ПАР            | 0 | 0 | 0 | 0 | 0  | 0  | 0  | 0 |                  |

| 29 вересня 2025 17:00 |

| Франція | —        | ПАР |
| ------- | -------- | --- |
|         | Протокол |     |

| Ель-Теньєнте, Ранкагуа |

| 29 вересня 2025 20:00 |

| США | —        | Нова Каледонія |
| --- | -------- | -------------- |
|     | Протокол |                |

| Ель-Теньєнте, Ранкагуа] |

| 2 жовтня 2025 17:00 |

| США | —        | Франція |
| --- | -------- | ------- |
|     | Протокол |         |

| Ель-Теньєнте, Ранкагуа |

| 2 жовтня 2025 20:00 |

| ПАР | —        | Нова Каледонія |
| --- | -------- | -------------- |
|     | Протокол |                |

| Ель-Теньєнте, Ранкагуа |

| 5 жовтня 2025 17:00 |

| ПАР | —        | США |
| --- | -------- | --- |
|     | Протокол |     |

| Ель-Теньєнте, Ранкагуа |

| 5 жовтня 2025 17:00 |

| Нова Каледонія | —        | Франція |
| -------------- | -------- | ------- |
|                | Протокол |         |

| Фіскаль де Талька, Талька |

### Група F
| Поз | Команда           | І | В | Н | П | ГЗ | ГП | РГ | О | Кваліфікація     |
| --- | ----------------- | - | - | - | - | -- | -- | -- | - | ---------------- |
| 1   | Колумбія          | 0 | 0 | 0 | 0 | 0  | 0  | 0  | 0 | Плей-оф          |
| 2   | Саудівська Аравія | 0 | 0 | 0 | 0 | 0  | 0  | 0  | 0 | Плей-оф          |
| 3   | Норвегія          | 0 | 0 | 0 | 0 | 0  | 0  | 0  | 0 | Можливий Плей-оф |
| 4   | Нігерія           | 0 | 0 | 0 | 0 | 0  | 0  | 0  | 0 |                  |

| 29 вересня 2025 17:00 |

| Норвегія | —        | Нігерія |
| -------- | -------- | ------- |
|          | Протокол |         |

| Фіскаль де Талька, Талька |

| 29 вересня 2025 20:00 |

| Колумбія | —        | Саудівська Аравія |
| -------- | -------- | ----------------- |
|          | Протокол |                   |

| Фіскаль де Талька, Талька |

| 2 жовтня 2025 17:00 |

| Колумбія | —        | Норвегія |
| -------- | -------- | -------- |
|          | Протокол |          |

| Фіскаль де Талька, Талька |

| 2 жовтня 2025 20:00 |

| Нігерія | —        | Саудівська Аравія |
| ------- | -------- | ----------------- |
|         | Протокол |                   |

| Фіскаль де Талька, Талька |

| 5 жовтня 2025 20:00 |

| Нігерія | —        | Колумбія |
| ------- | -------- | -------- |
|         | Протокол |          |

| Фіскаль де Талька, Талька |

| 5 жовтня 2025 20:00 |

| Саудівська Аравія | —        | Норвегія |
| ----------------- | -------- | -------- |
|                   | Протокол |          |

| Ель-Теньєнте, Ранкагуа |